# Théodore Ahouassou
Théodore Ahouassou (* im 20. Jahrhundert) ist ein beninischer Fußballspieler. Seine Stammposition ist das Mittelfeld.
Ahouassou bestritt zwischen 1992 und 1997 mindestens fünf Partien für die beninische Fußballnationalmannschaft, u. a. in der Qualifikation zur Fußballweltmeisterschaft 1994.